# Sixteen Rounds
Sixteen Rounds es una película ugandesa de 2021 escrita y dirigida por Loukman Ali. Está protagonizada por Michael Wawuyo Jr. y Natasha Sinayobye. El cortometraje se estrenó en YouTube el 16 de septiembre de 2021 y marca la segunda entrega de The Blind Date, una antología de cortos realizados entre Usama Mukwaya y Loukman Ali. La banda sonora está diseñada por un colaborador conocido, Andrew Ahuura, y presenta canciones de Keneth Mugabi y Fred Masagazii.

## Sinopsis
La película gira en torno a un exmilitar, el Capitán Ddamba (Michael Wawuyo Jr.) y su esposa Dorothy (Natasha Sinayobye) y su desordenada vida amorosa, caracterizada por la infidelidad.

## Elenco
- Michael Wawuyo Jr. como Capitán Ddamba
- Natasha Sinayobye como Dorothy
- Aganza Prince como Jerome
- Jack Sserunkuma como Louis

## Adaptación
Loukman anunció en octubre de 2021 que se estaba elaborando un largometraje basado en la historia de Sixteen Round.